# Résolution 2467 du Conseil de sécurité des Nations unies
Membres permanents
- Chine
- États-Unis
- France
- Royaume-Uni
- Russie

Membres non permanents
- Afrique du Sud
- Allemagne
- Belgique
- Côte d'Ivoire
- Guinée équatoriale
- Indonésie
- Koweït
- Pérou
- Pologne
- République dominicaine

Résolution no 2466 Résolution no 2468
La résolution 2467 du Conseil de sécurité des Nations unies, adoptée le 23 avril 2019, rappelle que la lutte contre les violences sexuelles en période de conflit est au cœur de l’agenda « femme, paix et sécurité » de l’ONU, souligne l’importance des efforts de justice et de lutte contre l’impunité, et appelle à soutenir et à protéger les organisations de la société civile et à prendre en considération la situation des enfants nés du viol de guerre.
La fédération de Russie et la république populaire de Chine se sont abstenues, faisant de la résolution 2467, présentée par l’Allemagne, la seule résolution du Conseil de sécurité relative aux femmes, à la paix et à la sécurité qui n’a pas été adoptée à l’unanimité.

## Résolution
En préambule, le Conseil réaffirme les huit résolutions, 1325 (2000), 1820 (2008), 1888 (2009), 1889 (2009), 1960 (2010), 2106 (2013), 2122 (2013), et 2242 (2015) qu’il a précédemment adoptées sur le sujet des femmes, de la paix et de la sécurité. Il reconnait pour la première fois que « les normes et pratiques sociales préjudiciables, les inégalités structurelles, et vues discriminatoires sur les femmes ou les rôles des hommes et des femmes dans la société » exacerbent les violences sexuelles ou fondées sur le genre en période de conflit ou d'après-conflit. Le préambule établit également un lien entre lesdites violences et le commerce et l'exploitation illicite de ressources naturelles (« minerais de conflit ») ainsi que le trafic d'armes légères et de petit calibre.
Le Conseil de sécurité renouvelle son appel à toutes les parties à mettre fin sans délai aux violences sexuelles en période de conflit et à prendre toutes les mesures – spécifiques et assorties d'échéances – pour lutter contre ces violences et assurer la protection des femmes et des filles pendant le conflit et après ce dernier. Il renforce les mécanismes permettant de vérifier si lesdites parties se sont bien acquittées de leurs obligations et de prendre des sanctions si nécessaires. Il exprime sa vive préoccupation quant à la lenteur des progrès réalisés dans ce domaine, en particulier dans la lutte contre l’impunité, les actes de violence sexuelle étant devenu, dans certains cas « systématiques, généralises et d’une brutalité épouvantable ».
La résolution place au cœur de préoccupation les victimes, directes ou indirectes, de violences sexuelles commises pendant une période conflit et se concentre également sur le groupe de victimes négligés, comme sur le cas des enfants nés de viols de guerre. Elle propose une série de mesure pour faciliter l’accès à la justice pour les victimes, telles que le renforcement de l’État de droit, le droit au procès équitable, le développement de l’aide juridictionnelle, la promulgation de lois de protection des témoins, la fin des exigences de corroboration discriminatoires, la facilitation de la tenue d’audiences à huis clos, ou encore la création d’unité de police ou de juridictions spécialisées si besoin, etc. Elle encourage les États à faire en sorte que les rescapés puissent participer à toutes les étapes du processus de justice transitionnelle.
Le résolution insiste également sur le fait que les victimes possèdent un droit à une « réparation effective » et annonce la création d’un Fonds d’indemnisation, distinct de l’ONU (régie par le droit privé suisse) et invite tous les donateurs à le soutenir.
Elle se félicite de la décision du secrétaire général d'interdire aux acteurs étatiques plusieurs fois mentionnés dans les rapports de ce dernier sur le sort des enfants et les violences sexuelles en période de conflit armé de participer aux opérations de maintien de la paix.
Elle salue le travail indispensables réalisé par les organisations de la société civile pour la défense des droits des femmes, de l’égalité des sexes et la participation des femmes aux processus politiques et sociaux, et appelle toutes les parties à renforcer leur coopération avec lesdites organisations.

## Négociation, adoption et réactions

### Débat et vote
La résolution a été adoptée au cours du débat ouvert annuel du Conseil de sécurité sur les violences sexuelles en période de conflit, après la remise du rapport annuel du secrétaire général sur les violences sexuelles en période de conflit dans le cadre de la résolution 2106. Ce débat a été présidé par Heiko Maas, ministre fédéral allemand des Affaires étrangères pendant la présidence tournante allemande du Conseil de sécurité.
Le Conseil avait invité Nadia Murad et le Dr Denis Mukwege, lauréats du prix Nobel de la paix 2018 pour leur lutte contre l’utilisation des violences sexuelles comme arme de guerre, à s’exprimer, ainsi qu’Amal Clooney,. Nadia Murad et Denis Mukwege avait fait parvenir une lettre de soutien à la résolution aux membres du Conseil avant le débat, par l'intermédiaire du représentant permanent de la Namibie. D’autres personnes ont également été invitées à participer au débat : le secrétaire général Antonio Guterres, sa représentante spéciale pour les violences sexuelles en période de conflit Pramila Patten, Inas Milaoud, cofondatrice et directrice de l’association libyenne Tamazight Women Movement, Mara Marinaki, Conseillère principale chargée des questions d’égalité des sexes et de l’application de la résolution 1325 (2000) au sein du Service européen pour l'action extérieure, Clare Hutchinson, représentante spéciale du secrétaire général de l’OTAN pour les femmes, la paix et la sécurité, ainsi que les représentants de l’Union africaine, de la Communauté économique des États de l'Afrique centrale, du CICR et du Saint-Siège auprès de l’ONU.
Pendant le débat, neuf États se sont engagés à mettre en place pour la première fois un plan de mise en œuvre de la résolution 1325 (Uruguay, Chypre, Malte, Égypte, Éthiopie, Bulgarie, Lettonie, Sri Lanka, et Afrique du Sud). Treize autres États se sont engagés à revoir leur plans existants et d'autres encore ont déclaré poursuivre la mise en œuvre des plans existants. L'Union africaine s'est donnée pour objectif qu'au moins la moitié de ses membres disposent de tels plans d'ici 2020.

### Négociations et concessions
La résolution à fait l’objet d’intenses négociations, notamment avec la fédération de Russie et la république populaire de Chine et surtout avec les États-Unis, qui ont menacé d’opposer leur veto si un passage mentionnant l’accès aux soins de santé sexuels et procréative des victimes de violences sexuelles n’était pas supprimé. Le texte initial qui mentionnait « comprehensive sexual and reproductive health care such as access to emergency contraception, safe termination of pregnancy and HIV prevention and treatment, as well as reintegration support for survivors » (« des soins complets de santé sexuelle et procréative tels que l'accès à la contraception d'urgence, l'interruption de grossesse sécurisée et la prévention et le traitement du VIH, ainsi qu'un soutien à la réintégration des rescapés. »)
 avait été remplacé par un paragraphe de la résolution 2106 ainsi rédigé:

« reconnait l’importance de fournir une assistance aux survivants de violences sexuelles dans un délai opportun et invite instamment les entités des Nations unies et les donateurs à offrir aux personnes ayant subi des violences sexuelles, sans aucune discrimination, une gamme complète de soins de santé, notamment sexuelle et procréative, un soutien psychosocial, une aide juridictionnelle et des moyens de subsistance, ainsi que d’autres services multisectoriels, compte tenu des besoins particuliers des personnes handicapées. »

La résolution 2106, qui dressait une liste relativement précises des soins en question dont l’accès était jugé prioritaire par le Conseil, avait été adoptée en 2013 à l’unanimité. Face à l'hostilité constante, l'Allemagne avait acceptée de supprimer l'expression « santé sexuelle et procréative » à l'égard de laquelle les États-Unis se déclarait particulièrement hostile, en effectuant un simple renvoi à la résolution 2106, à compter de notamment dans la phrase précédent, avec la formule « conformément à la résolution 2106 ». Cependant, la suppression de ce passage dans son intégralité c'est avérée nécessaire pour l'adoption de la résolution 2467. Cette ultime concession a été réalisée in extremis pendant la séance même du Conseil,.
Cette attitude a suscité de nombreuses réactions. Le représentant permanent de la France auprès de l’ONU, François Delattre, s’est dit « consterné » et a qualifié la situation d'« intolérable et incompréhensible ». Emily Thornberry, secrétaire d’État aux Affaires étrangères du Cabinet fantôme du Royaume-Uni a également critiqué la position du gouvernement de Theresa May comme fléchissant devant les États-Unis de Donald Trump. Les États du Conseil nordique (Islande, Norvège, Suède, Finlande et Danemark ont dit « profondément regretter » cette absence en raison de la « menace d’un veto américain ». Le représentant de l'Afrique du Sud a quant à lui déclaré sur ce point « D'un côté, le texte appelle une approche centrée sur les rescapés, tandis que de l'autre il leur refuse les services essentiels de santé sexuelle et procréative lorsqu'ils en ont le plus besoin. Le Conseil est donc en train de [leur] dire que le consensus est plus important que leurs besoins ».
Dans son volet sur la lutte contre l’impunité et la nécessité de poursuivre les responsables de violences sexuelles en justice, la résolution a été largement édulcorée. Un passage mentionnant le rôle à cet égard de la Cour pénale internationale, a été supprimé également à la demande des États-Unis, bien que ces derniers ne soient pas partie à la Cour,. Une simple mention des tribunaux internationaux et des tribunaux mixtes a été conservée ainsi que la formulation suivante : « sait que les crimes sexuels et fondés sur le genre sont visés dans le Statut de Rome de la Cour pénale internationale (par. 15), qui est entré en vigueur le 1er juillet 2002 comme les crimes les plus graves ayant une portée internationale ».
La création d’un organe subsidiaire chargé de la surveillance et du recensement des violences sexuelles en temps de guerre – un groupe de travail formel sur le modèle de celui sur les enfants dans les conflits armés créé par la résolution 1612 (2005)–, soutenus par le Groupe des sept, a également été abandonné, sur l'insistance de ces trois États, tout comme le compromis qui consistait à demander au secrétaire générale de faire sous douze mois des recommandations au Conseil de sécurité relatives à l'opportunité et aux éventuelles modalités de fonctionnement de ce mécanisme.
Il en a été de même de la mention des personnes homosexuelles, bisexuelles, transexuelles et intersexuelles comme groupe de personnes particulièrement vulnérables ; tout comme l'intégration explicite des préoccupations liées aux violences sexuelles et fondées sur le genre en période de conflit au d'après-conflit au sein du régime des sanctions antiterroristes. Également pendant le débat lui-même, il a été concédé dans la version anglaise du texte, que le Conseil « reconnait » (« recognizes ») au lieu d'« accueille » (« welcomes ») les recommandations du groupe informel d'expert (créé par la résolution 2242). La version française conserve « se félicite ». Dans les deux versions, l'examen de mesures pour mettre en œuvres lesdites recommandations (« le Conseil entend les examiner ») a été abandonné,.
Enfin, les russes et chinois avaient rédigé leur propre contre-projet de résolution et ont obtenu l’abandon de certaines dispositions renforçant le mandat des organismes existant sur la question des violences sexuelles en temps de guerre et du droit des femmes.

## Voir également
- ONU Femmes
- Résolution 1325 du Conseil de sécurité des Nations unies